# Mein Kampf

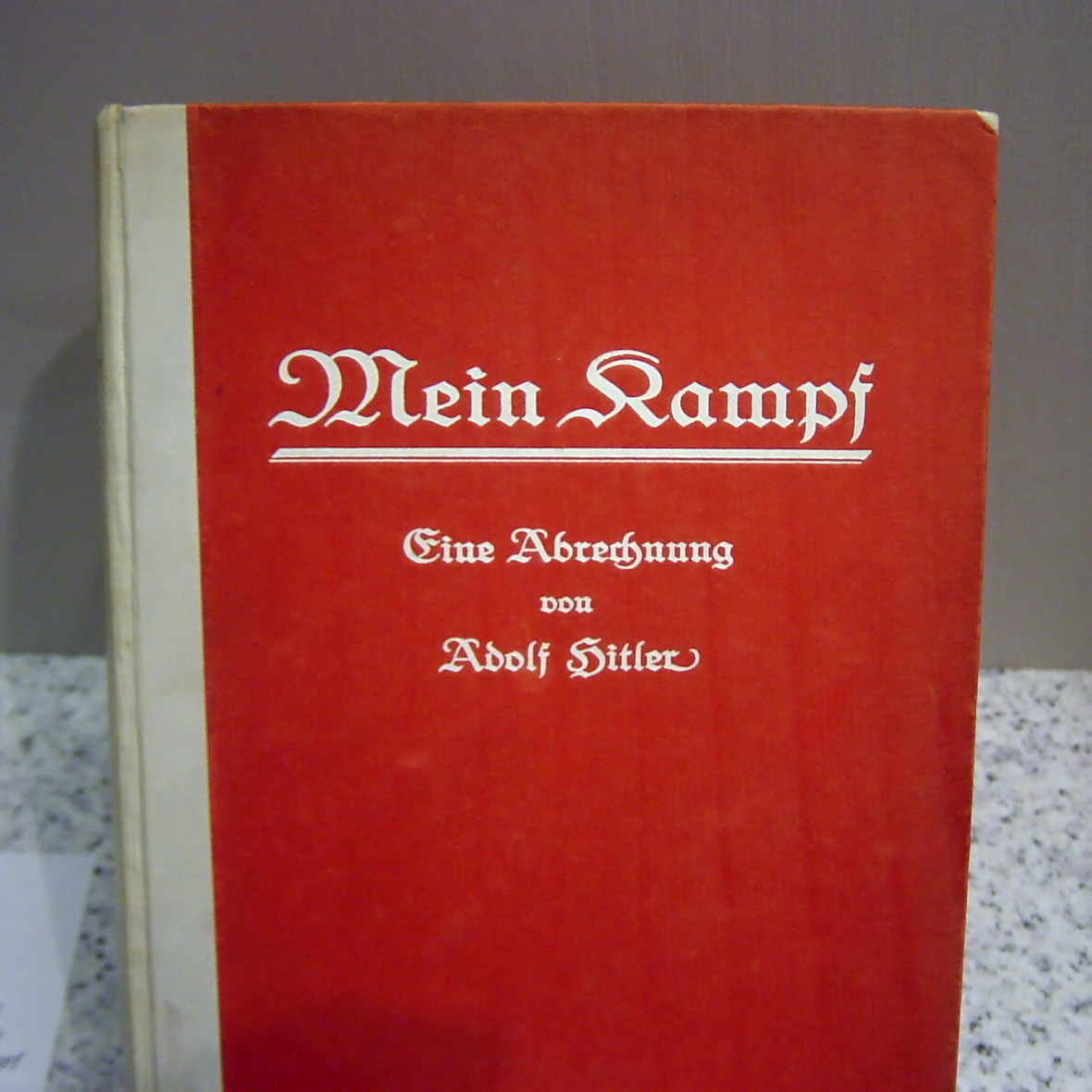
Deutsche Erstausgabe des ersten Bandes von Mein Kampf, Juli 1925 (Ausstellungsstück des Deutschen Historischen Museums in Berlin)

Mein Kampf ist eine politisch-ideologische Programmschrift Adolf Hitlers. Sie enthält seine stark stilisierte Autobiografie, die seinen Werdegang als Politiker und die Entwicklung seiner Weltanschauung schildert, ist aber in der Hauptsache eine wenig faktenbasierte Kampf- und Propagandaschrift, die dem Neuaufbau der NSDAP als zentral gelenkter Partei unter seiner Führung dienen sollte.
Das Werk erschien in zwei Bänden. Der erste entstand 1924 während der Festungshaft Hitlers in Landsberg nach seinem gescheiterten Putschversuch vom 9. November 1923. Er wurde erstmals am 18. Juli 1925 veröffentlicht, der zweite Band folgte am 11. Dezember 1926. Vor allem der erste Band wurde bis 1932 zu einem viel diskutierten Buch.

## Absicht und Entstehung
Hitler wollte mit dieser Schrift den Deutschen einen geschlossenen Gegenentwurf zum Marxismus präsentieren, seinen Werdegang zum idealen Führer des Nationalsozialismus stilisieren, seinen Anspruch auf die Führung der NSDAP untermauern, mit „Verrätern“ des gescheiterten Hitlerputsches „abrechnen“ und alle Nationalisten auf die Juden als gemeinsamen Feind einschwören. Hitler bekräftigte darin die Geltung des 25-Punkte-Programms der NSDAP, um dieses nicht in innerparteiliche Konflikte zu verwickeln, und bescheinigte der völkischen Bewegung völlige Erfolglosigkeit, um seine NSDAP als moderne, unverbrauchte und zielbewusste Sammelbewegung des nationalistischen, antidemokratischen Lagers der Weimarer Republik darzustellen. Ein Motiv der Abfassung war, dass er Geld für seine Anwaltskosten brauchte.
Hitler schrieb 1924 den ersten Teil von Mein Kampf während seiner Festungshaft in der Haftanstalt Landsberg in Landsberg am Lech. Er soll den Text seinem späteren Stellvertreter Rudolf Heß diktiert haben. Neuere Erkenntnisse weisen darauf hin, dass Hitler den Text selbst auf einer Reiseschreibmaschine (Modell: Remington Portable, Seriennummer NK 43 024) tippte, ein Geschenk der Gönnerin Helene Bechstein. Winifred Wagner berichtete, sie habe Hitler „massenhaft Schreibpapier“ nach Landsberg geschickt. Ursprünglich sollte das Buch Viereinhalb Jahre [des Kampfes] gegen Lüge, Dummheit und Feigheit heißen. Nach der vorzeitigen Haftentlassung im Dezember 1924 diktierte Hitler den stärker programmatisch ausgelegten zweiten Teil von Mein Kampf seinem Gefolgsmann Max Amann, Direktor des Verlags Franz Eher Nachfolger. Amann und Hitler zogen sich im Sommer 1925 in das (daher später so genannte) Kampfhäusl des Pensionswirts Bruno Büchner auf dem Obersalzberg (nahe dem späteren Berghof) zurück, um das Manuskript zu tippen.
Als Quellen für die in Mein Kampf, insbesondere in dem zentralen Kapitel Volk und Rasse entfaltete rassistische Ideologie identifiziert der Historiker und Mitherausgeber der kritischen Edition Roman Töppel zahlreiche antisemitische und völkische Autoren, darunter Richard Wagner, Houston Stewart Chamberlain, Julius Langbehn, Heinrich Claß, Theodor Fritsch, Dietrich Eckart, Otto Hauser, Hans F. K. Günther und Alfred Rosenberg. Andere Autoren, die in der älteren Forschung als Ideengeber Hitlers genannt werden wie Karl May, Karl Haushofer oder die Ariosophen Jörg Lanz von Liebenfels und Guido List, hätten keinen großen Einfluss auf Hitlers Denken gehabt.

## Entwürfe, Ausgaben und Auflage
Am 18. Juli 1925 erschien im Zentralverlag der NSDAP (Franz Eher Nachfolger) der erste Band mit 423 Seiten, am 11. Dezember 1926 (mit dem gedruckten Erscheinungsjahr 1927) der zweite mit 354 Seiten. Bis 1930 vertrieb der Eher-Verlag Mein Kampf in zwei großformatigen Bänden zum Preis von zunächst je 12, ab 1928 14 Reichsmark. Dann wurden die beiden Bände im Format 18,9 × 12 Zentimeter zu einer einbändigen „Volksausgabe“ zusammengefasst.
Der Originaltext erlebte in seiner zwanzigjährigen Editionsgeschichte von 1925 bis 1945 einige Änderungen und Erweiterungen. Diese waren allerdings im Wesentlichen sprachlicher und stilistischer Natur. Die einzigen sachlichen Änderungen erfolgten 1930, als Rudolf Heß die zweibändige Originalausgabe für eine ungekürzte, einbändige Volksausgabe überarbeitete. Historiker Roman Töppel hielt dazu fest: „Abgesehen von den wenigen sachlichen Eingriffen, die bereits 1930 vorgenommen wurden, erfuhr Hitlers Buch keine größeren inhaltlichen Änderungen mehr.“
Im Herbst 2006 tauchten in München fünf Manuskript- und achtzehn Entwurfsseiten zu Hitlers Buch auf, die er vor dessen Veröffentlichung im Frühjahr und im Sommer 1924 während seiner Festungshaft in Landsberg verfasst hatte. Der Vergleich mit der späteren Endfassung ermöglichte der Hitlerforschung Rückschlüsse zur Entwicklung von Hitlers Weltbild und Agitationsweise.

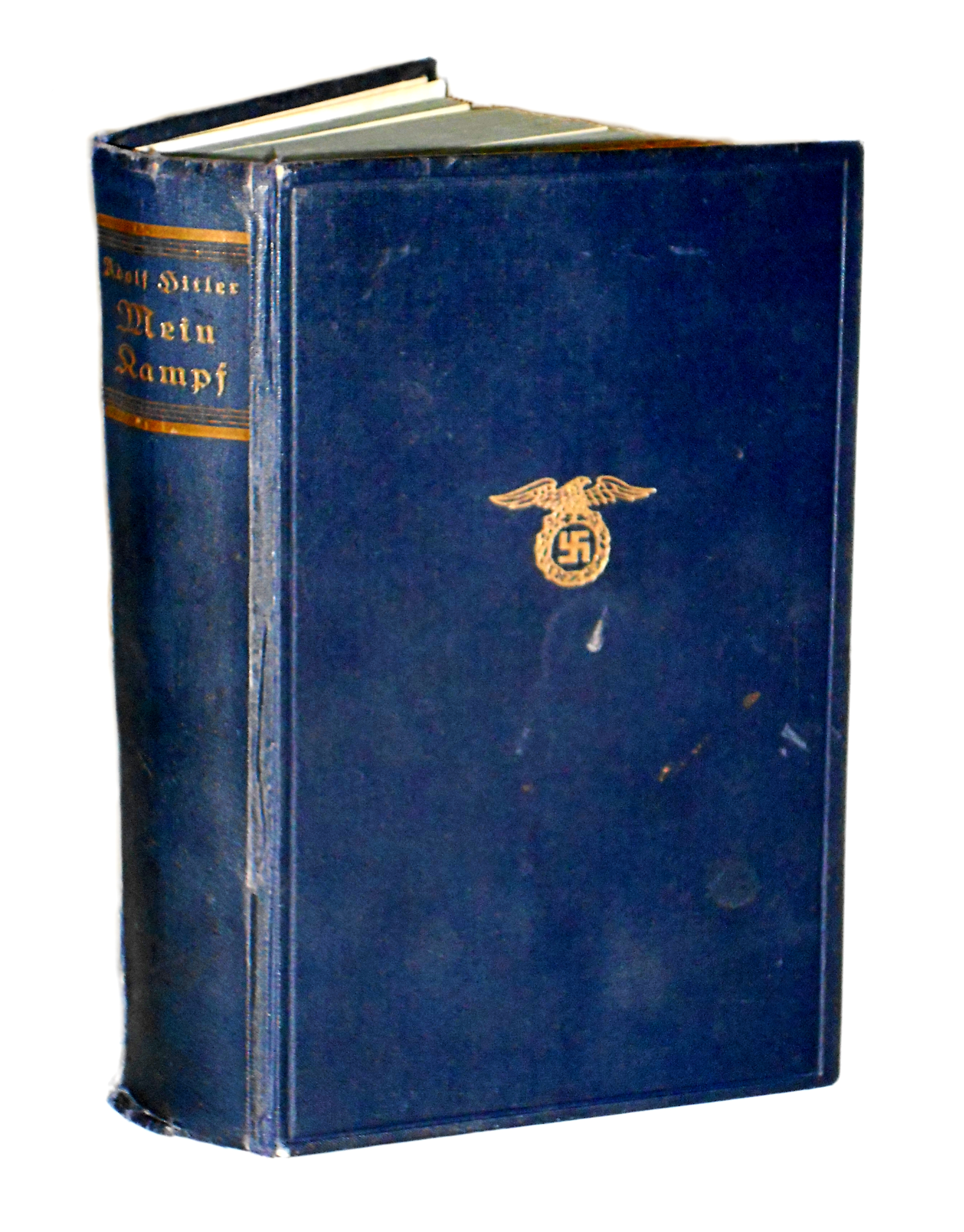
9. Auflage, 95. bis 104. Tausend, aus dem Jahr 1932

Der erste und der zweite Band erschienen in einer Erstauflage von je 10.000 Exemplaren zum Preis von je 12 RM. Die NSDAP finanzierte sich ganz wesentlich über den eigenen Parteiverlag Franz Eher Nachfolger GmbH, an dem auch Hitler persönlich beteiligt war. Ab 1930 wurde eine einbändige Volksausgabe gedruckt. Sie kostete zunächst 8 RM, später 7,20 RM. Ab 1932 erschien außerdem eine zweibändige kartonierte Ausgabe für 5,70 RM (2,85 RM pro Band). Bis Januar 1933 wurden von sämtlichen Ausgaben insgesamt 287.000 Exemplare verkauft. Hitler erhielt pro verkauftem Buch 10 Prozent Tantiemen. In den 1920er Jahren nutzte der Eher-Verlag die Einnahmen aus diesem Bestseller, um die Verluste zu kompensieren, die der Völkische Beobachter machte, die Parteizeitung der NSDAP.
Danach schnellte die Auflage stark in die Höhe. Von Januar bis zum 17. November 1933 wurden nach Angaben des Historikers Othmar Plöckinger 854.127 Exemplare verkauft. Im ganzen Jahr 1933 wurden etwa 1.080.000 Exemplare verkauft. Aufgrund der großen Nachfrage beteiligten sich ab 1933 immer mehr Druckereien an der Herstellung von Mein Kampf – bis 1944 insgesamt 22 verschiedene in 14 Städten, darunter Innsbruck, Riga und Straßburg. Der offiziellen Angabe des Eher-Verlags zufolge erreichte Mein Kampf eine Gesamtauflage von 12.450.000 Exemplaren. Laut Roman Töppel war diese Zahl aus propagandistischen Gründen jedoch übertrieben und „wohl eher eine Gesamtauflage in Höhe von 11 Millionen“ realistisch.
1933 wurde eine Ausgabe in Blindenschrift herausgegeben. Ab 1936 wurde aufgrund eines Runderlasses des Reichsministeriums des Innern – „soweit die finanzielle Lage der Gemeinden es zulasse“ – von vielen Standesämtern deutschen Brautpaaren anstatt der Bibel Mein Kampf auf Kosten der jeweiligen Stadtkasse geschenkt. Es wurde von Parteimitgliedern erworben und von Schülern im Unterricht verwendet.
Um dieses für den Parteiverlag und ihn einträgliche Geschäft nicht zu gefährden, erwirkte Hitler eine besondere Regelung der Reichsschrifttumskammer, dass das Buch im Buchhandel nicht aus zweiter Hand verkauft werden durfte. Bis 1939 stieg die Gesamtauflage auf 5,45 Millionen und erreichte bis 1944 10,9 Millionen Stück.
Hitler verfasste 1928 ein zweites Buch. Es blieb zu seinen Lebzeiten ein unveröffentlichtes Manuskript und ist heute als Hitlers zweites Buch bekannt. Es ist ein Entwurf für eine Fortsetzung von Mein Kampf; Hitler befasste sich darin mit teils neuen Themen bzw. Thesen.

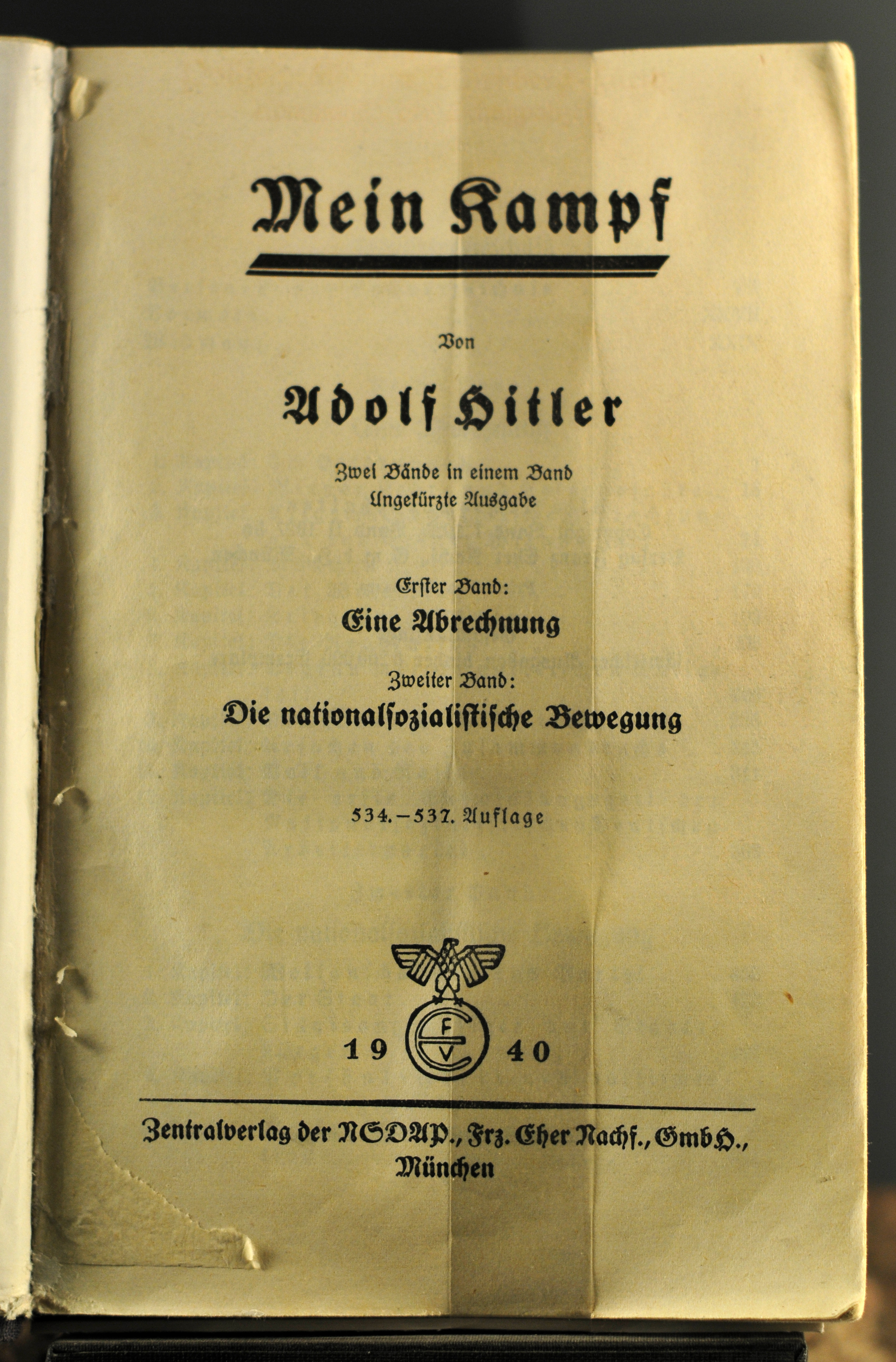
Titelblatt der Auflage von 1940. Ausstellungsstück im Dokumentationszentrum Reichsparteitagsgelände in Nürnberg

Als Geschenk der deutschen Beamtenschaft zu Hitlers Geburtstag am 20. April 1936 wurde für die „Ehrenhalle der Großen Ausstellung ‚Deutschland‘“ eine Sonderausgabe aus 965 handgeschriebenen Pergamentseiten produziert.
Für seine hohen Einkünfte durch den Verkauf des Buches musste Adolf Hitler keine Steuern zahlen. Das Landesfinanzamt München unter der Leitung von Ludwig Mirre entschied, dass die staatsrechtliche Stellung Hitlers keine Besteuerung erlaube.

## Widmungen
Dem ersten Band sind, schwarz eingerahmt, die Namen der 16 Männer (von Hitler als „Blutzeugen“ der Bewegung bezeichnet) vorangestellt, die beim gescheiterten Hitlerputsch vom 8. und 9. November 1923 starben, darunter Claus von Pape, Theodor von der Pfordten und Max Erwin von Scheubner-Richter. Der zweite Band endet mit dem Namen von Hitlers Mentor Dietrich Eckart (1868–1923).

## Inhalt
Mein Kampf besteht aus zwei Bänden, die in späteren Ausgaben in einem Band zusammengefasst wurden. Im ersten Band Eine Abrechnung beschreibt Hitler sein Leben bis 1918 und den Aufbau der NSDAP. Die autobiographischen Angaben sind lückenhaft und teilweise falsch. Im Mittelpunkt des zweiten Bandes Die nationalsozialistische Bewegung stehen programmatische Aussagen, die sich auch schon im ersten Band finden. Als die wichtigsten programmatischen Inhalte von Mein Kampf gelten:
- die Forderung nach Anschluss Österreichs an das Deutsche Reich;
- die Ankündigung der Eroberung von neuem Lebensraum im Osten für das deutsche Volk. Dies wollte Hitler erreichen durch ein Bündnis mit Großbritannien und Italien, von denen er meinte, sie hätten anderswo ihre Interessensphären.[28]
- die ausführliche Darstellung der antisemitischen Überzeugungen Hitlers mit breitem Raum für die angeblich jüdischen und daher aus seiner Sicht zu vernichtenden Weltanschauungen Marxismus und Sozialdemokratie. Dabei malte Hitler das Bild einer jüdischen Weltverschwörung aus, deren Ziel die Knechtung Deutschlands und letztlich die Weltherrschaft sei. Zu diesem Zweck bediene sich „der Jude“ sowohl des angeblich jüdischen Bolschewismus als auch des internationalen Börsenkapitals. Hitler schreibt z. B. unter Verweis auf Gottfried Feder (1883–1941) und dessen Schlagwort von der „Brechung der Zinsknechtschaft“ (8. Kapitel, ähnlich auch 13. Kapitel) von den „beiden Kapitalsarten“. Hitler lobt Feders „scharfe Scheidung“ zwischen „Börsenkapital“ und „nationaler Wirtschaft“. Diese Scheidung ermögliche es, gegen die „Verinternationalisierung der deutschen Wirtschaft“, gegen das „internationale Finanz- und Leihkapital“ anzutreten, ohne zugleich das „Kapital überhaupt“ als „Grundlage einer unabhängigen völkischen Selbsterhaltung“ bedrohen zu müssen. Ziel des „Juden Karl Marx“ – mit dessen Arbeiten als ideologischem Hintergrund der Sozialdemokratie – sei der Kampf gegen die nationale Wirtschaft, um die „Herrschaft des wirklich internationalen Finanz- und Börsenkapitals vorzubereiten“. Die Juden beschrieb er als Parasiten und Krankheitserreger, die, wenn man sie nicht entschieden bekämpfen würde, ihr Wirtsvolk umbringen würden.[29]
- Außerdem unterstellt Hitler den Juden, durch Förderung der Prostitution bewusst die Syphilis zu verbreiten.

Bei diesen Verschwörungstheorien stützte er sich unter anderem auf die Protokolle der Weisen von Zion, ein ursprünglich russisches antisemitisches Pamphlet, das vorgibt, jüdische Weltherrschaftspläne darzustellen, und das 1919 erstmals in deutscher Übersetzung veröffentlicht worden war. Als schriftliche Vorarbeiten Hitlers für das Kapitel Volk und Rasse und dessen Abschnitt „Werdegang des Judentums“ gelten sein „Judengutachten“ vom 16. September 1919, sein Grundsatzreferat vom 13. August 1920 und eine Verteidigungs-„Denkschrift“ für seinen Prozess 1923.
Inhalte von Mein Kampf sind ferner
- der „Gegenentwurf“ eines nationalen Sozialismus unter dem Slogan Rassenkampf statt Klassenkampf, um die deutsche Arbeiterschaft zu gewinnen;
- das als Bolschewismus bezeichnete System der Sowjetunion mit der Forderung nach deren Zerschlagung durch einen Eroberungskrieg, der auch als Rassenkrieg bezeichnet wird, um sogenannten „Lebensraum im Osten“ für die „eingeengten“ Deutschen zu schaffen;
- die Ansicht, dass sich ein Zweifrontenkrieg nicht wiederholen dürfe und dass deshalb, entgegen anderen deutsch-nationalistischen Positionen, ein Bündnis mit England und dem faschistischen Italien angestrebt werden solle;
- polemische Kritik am Parlamentarismus, der durch einen germanischen Führerstaat, der die wahren Interessen der Volksgemeinschaft wahrnehmen solle, zu ersetzen sei.

Außerdem finden sich ausführliche autobiographische Abschnitte und eine Geschichte der NSDAP (beides zeitlich nur bis 1924), die die politische Programmatik erklären sollen. Damit stellt Mein Kampf eine der wichtigsten – und eine der in ihrer Glaubwürdigkeit am stärksten umstrittenen – Quellen zum Leben Hitlers und zur Ideologie der NSDAP dar.

## Rezeption

### Weimarer Republik
Othmar Plöckinger veröffentlichte 2006 ein Werk, in dem er der lange herrschenden Meinung widersprach, Mein Kampf sei zwar weit verbreitet, aber wenig gelesen worden.
Das Buch fand Resonanz beispielsweise in der Geschichtswissenschaft, in Feuilletons und in der evangelischen Kirche.
Laut Plöckinger wurde Mein Kampf vor der „Machtergreifung“ Hitlers – neben kostenloser Verteilung – 241.000-mal verkauft; die Exemplare in Bibliotheken waren zeitweise sehr gefragt.
2005 brachte in einer Auktion eines von wenigen handsignierten Exemplaren der Erstauflage 23.800 Pfund Sterling ein; 2009 wurde ein handsignierter Band für 21.000 Pfund versteigert. Laut Widmung hatte Hitler zu Weihnachten 1925 einem Mitgefangenen in Landsberg, Johann Georg Maurer, das Buch geschenkt, ein vor Auslieferung der 2. Auflage erstelltes Autorenexemplar.
Mein Kampf war anfangs auch in völkischen Kreisen umstritten. Vor allem Anhänger Erich Ludendorffs, der sich kurz vor dem Ersterscheinen mit Hitler überworfen hatte, kritisierten das Buch und veröffentlichten Verrisse in ihnen nahestehenden Publikationen, später auch Otto Strasser und seine Anhänger. Kritik kam wegen des massiv propagierten Antisemitismus auch von jüdischen Verbänden, allerdings „zurückhaltend und maßvoll“. Die Satirezeitschrift Simplicissimus ging mehrfach kurz auf Mein Kampf ein. So erschienen 1925 und 1926 wenige Rezensionen über den ersten Band, 1927 noch weniger Besprechungen zu Band 2.

„Zu einer ernsthaften Auseinandersetzung in der bürgerlichen Presse im Rahmen der üblichen Novitätenbesprechungszeit von ein bis zwei Jahren fehlten die Voraussetzungen sowohl im Kampfbuch selbst als auch in den untereinander zerstrittenen rechtsextremistischen Splitterparteigruppierungen, die damals noch ein relativ unbeachtetes öffentliches Dasein fristeten.“

Ein Zweites Buch wurde 1928 nicht veröffentlicht, weil der Verkauf von Mein Kampf schleppend verlief und der Verlag, Franz Eher Nachfolger, Hitler wissen ließ, dass eine weitere Buchveröffentlichung zu diesem Zeitpunkt den Verkauf eher noch behindern würde. Für die 1920er Jahre gilt zusammenfassend: „Das publizistische Echo war sehr zurückhaltend.“
Otto Strasser, dessen Bruder Gregor Strasser mit Hitler in Landsberg am Lech inhaftiert war, schrieb in seinem Buch Hitler und ich zur Erstfassung von Mein Kampf, dass es sich um ein Konglomerat „schlecht verdauter politischer Lektüre“ handelte, namentlich um Ansichten von Karl Lueger, Georg von Schönerer, Houston Stewart Chamberlain, Paul de Lagarde und Alfred Rosenberg zur Außenpolitik sowie „antisemitische Wutausbrüche von Streicher“.

„Alles zusammen war im Stil eines Sextaners geschrieben, von dem erst später klare Aufsätze zu erwarten sind. […] Pater Stempfle […] arbeitete monatelang daran, die Gedanken, die in Mein Kampf zum Ausdruck gebracht waren, zu ordnen und in einen Zusammenhang zu bringen.“

Weiter berichtet Strasser, dass Hitler Stempfle nie verzieh, dass dieser bei der Korrektur des Buches Hitlers Schwächen deutlich erkannt hatte. Stempfle wurde 1934 ein Opfer des „Röhm-Putsches“. Laut Othmar Plöckinger geht die These, dass Mein Kampf in der deutschen Bevölkerung kaum gelesen worden sei, auf Otto Strasser zurück. Strasser habe sie während seines Exils in Amerika im publizistischen Kampf gegen die deutsche NSDAP-Regierung aufgestellt. Nach dem Krieg sei sie als Schutzbehauptung auch in Deutschland verbreitet übernommen worden.
Eine erneute Diskussion um das Buch kam trotz der vermeintlichen „Erledigung Hitlers“ von 1925 nach den Wahlerfolgen der NSDAP ab 1930 auf: Anlässlich der neuen „Volksausgabe“ in einem Band erschienen zahlreiche Besprechungen, vor allem in rechten Publikationen. Ab diesem Zeitpunkt versuchten verschiedene gesellschaftliche Gruppen aus dem Buch Schlüsse für den eigenen Umgang mit der Partei und ihren Vertretern zu ziehen. Auf Seiten der Linken ging man vor allem satirisch mit Mein Kampf und Zitaten aus ihm um. Christliche Rezensenten „warnten im Zusammenhang mit Rosenbergs Mythus-Buch vor dem für Christen unerträglichen Rassenfanatismus, der Vernunftfeindlichkeit und vor Eingriffen in das religiöse Leben.“

### NS-Zeit
Anders als etwa Joachim Fest behauptete, teilte Mein Kampf in der NS-Zeit durchaus nicht „das Schicksal aller Pflicht- und Hofliteratur“ und blieb ungelesen. In der nationalsozialistischen Presse und Publizistik wurde es vielmehr breit rezipiert, auch die Ausleihzahlen der öffentlichen Büchereien deuten darauf hin, dass es vielfach gelesen wurde.
Eine der ausführlichsten Kritiken veröffentlichte Irene Harand unter dem Titel „Sein Kampf.“ Antwort an Hitler 1935 im Selbstverlag mit hoher verkaufter Auflage in Wien. Das Buch erschien 1936 auch auf Französisch, 1937 erschien eine englische Ausgabe.

### Ausland bis 1945

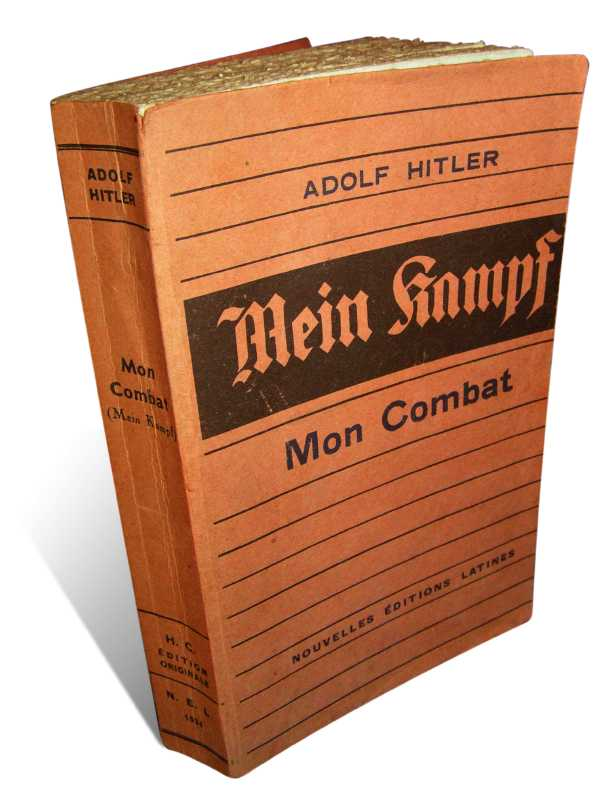
Unautorisierte französischsprachige Ausgabe Mon Combat (1934)

Mein Kampf wurde übersetzt und im Ausland verbreitet, teils zu Aufklärungszwecken unautorisiert, teils in offiziellen Übersetzungen, die oft entsprechend der aktuellen Politik Hitlers grob verfälscht wurden.
In den USA gab es eine autorisierte und eine nicht autorisierte Fassung, um deren Veröffentlichung die beteiligten Verlage Ende der 1930er Jahre einen Rechtsstreit führten.
In Frankreich wurde Mein Kampf zunächst von französischen Faschisten als Warnung vor Deutschland veröffentlicht. Die von Hitler nicht autorisierte Übersetzung erschien 1934 im Verlag der Action française, den Nouvelles Éditions Latines (NEL), unter dem Titel Mon Combat (wörtlich: „Mein Kampf“). Insbesondere die frankophoben Einlassungen Hitlers lösten Empörung aus. Die deutsche Seite wiegelte ab, die Passagen seien vor dem Zeithintergrund der Rheinlandbesetzung geschrieben, die Reichsregierung vertrete diese Positionen nicht mehr. Hitler klagte als Privatmann erfolgreich gegen diese Übersetzung, die daraufhin von einem französischen Gericht verboten wurde. Erst Anfang August 1938 wurde eine von Hitler autorisierte Fassung unter dem Titel Ma Doctrine (wörtlich: „Meine Lehre“) veröffentlicht. Bei dieser Ausgabe waren die anti-französischen Stellen gestrichen worden, die antisemitischen Äußerungen jedoch nur zum Teil. Die deutsche Besatzung setzte mit Beginn der Besatzung Frankreichs 1940 „Mon Combat“ auf die Liste der verbotenen Bücher.
Während der Vatikan Alfred Rosenbergs Mythus des 20. Jahrhunderts 1934 in das Verzeichnis der verbotenen Bücher aufnahm, wurde Mein Kampf trotz eingehender Prüfung nicht indiziert.
Zwischen 1933 und 1944 erschienen Übersetzungen, teilweise in gekürzten Fassungen, auf Arabisch (1933 im Irak, 1934/1935 Libanon (französisches Mandatsgebiet), 1938 in Ägypten), Italienisch (1934 und 1938), Dänisch (1934), Schwedisch (1934 und 1941), Portugiesisch (1934), Bulgarisch (1934), Spanisch (1935 in Spanien und 1941 in Mexiko), Ungarisch (1935), Chinesisch (1934), Tschechisch (1936), Japanisch (1937 und 1944), Persisch (1938), Französisch (1934 und 1938), Norwegisch (1941), Finnisch (1941), Niederländisch (1939 in Niederlande und 1942 in Belgien) und in Tamil (1944).
Die erste englische Übersetzung von Edgar Dugdale erschien 1933. Eine weitere englische Übersetzung stammt von James Murphy, erschienen am 21. März 1939, ebenfalls 1939 erschien eine englische Teil-Übersetzung mit kritischen Kommentaren.
In den USA erschien zwischen 1934 und 1940 eine russische Übersetzung als serielle Veröffentlichung in der Zeitung "Fashist" der All-Russian Fascist Organization. In der Sowjetunion gab es eine russische Übersetzung nur für Parteikreise. In Josef Stalins Exemplar ist die berühmte Passage, in der Hitler schreibt, dass für den Lebensraum nur Russland und seine Randstaaten in Frage kommen, dick und farbig unterstrichen.

### Nach 1945
Eine Wochenschau von 1945 zeigt, wie ein amerikanischer Soldat den Bleisatz von Mein Kampf in einem symbolischen Akt ins Feuer gibt, aus dessen Schmelze in der Folge am 6. Oktober 1945 die ersten Druckplatten der Süddeutschen Zeitung gegossen wurden.
Nach Kriegsende 1945 dürften einige Millionen Exemplare in zahlreichen Büros und Haushalten, zusammen mit Hitlerbildern und anderen Erinnerungen an das NSDAP-Regime, beseitigt worden sein, so dass Originalausgaben nur noch selten in Antiquariaten erhältlich waren. Zusätzlich gab es wegen der propagandistischen Bedeutung des Buches selbst bei Antiquaren in den ersten Jahrzehnten nach 1945 eine große Zurückhaltung, dieses Buch öffentlich anzubieten. Anders als im deutschsprachigen Raum erschien das Buch hingegen nach 1945 in zahlreichen Ländern weiter. Auch neue Übersetzungen, etwa ins Hebräische, wurden angefertigt.
In seinem Werk The Second World War meinte Winston Churchill, kein Buch hätte nach Hitlers Machtantritt ein sorgfältigeres Studium vonseiten alliierter Politiker und Militärs verdient gehabt als Mein Kampf, und nannte das Buch „einen neuen Koran des Glaubens und des Krieges: schwülstig, langatmig, formlos, aber schwanger mit seiner Botschaft“.

#### Deutsche Rechtslage

##### Urheberrecht
Hitler war bis zu seinem Tod mit Wohnsitz am Prinzregentenplatz 16 in München gemeldet. Im Zuge der Entnazifizierung nach dem Gesetz zur Befreiung von Nationalsozialismus und Militarismus wurde er als Hauptschuldiger im Sinne des Art. II der Kontrollratsdirektive Nr. 38 beurteilt und mit Entscheidung der Spruchkammer München vom 15. Oktober 1948 sein Vermögen als Sühnemaßnahme vollständig eingezogen. Gemäß § 3 der Einziehungsverordnung vom 23. November 1948 waren die Vermögenswerte dem Freistaat Bayern zu übertragen. Dies ist mit Übertragungsurkunde Nr. 86 vom 26. Januar 1965 auch hinsichtlich der Urheberrechte ausdrücklich geschehen. Mit Übertragungsurkunde Nr. 1918 vom 12. November 1951 waren dem Freistaat bereits sämtliche Verlagsrechte des Franz-Eher-Verlags übertragen worden.
Die Urheberrechte erloschen gemäß § 64 und § 69 Urheberrechtsgesetz nach Ablauf der Regelschutzfrist von 70 Jahren seit dem Tod Hitlers am 30. April 1945 mit Ablauf des Jahres 2015.
Der Freistaat Bayern, vertreten durch das Bayerische Finanzministerium, untersagte bis dahin jeglichen Nachdruck und ging im In- und Ausland gegen Urheberrechtsverletzungen vor. Das Vorhaben des britischen Verlegers Peter McGee, im Januar 2012 eine kommentierte Teilausgabe des Buchs in seiner Zeitschrift Zeitungszeugen zu veröffentlichen, wurde vom Landgericht München I auf Antrag des Freistaates Bayern verboten. Es erschien darauf unter dem Titel Das unlesbare Buch mit komplett geschwärztem Originaltext.
In Großbritannien und den USA durfte das Buch auch vor 2016 gedruckt werden, weil der Franz-Eher-Verlag in den 1930er Jahren die englischsprachigen Rechte verkauft hatte, worauf sich Random House berief. Der Verlag spendet die Erlöse aus diesen Verkäufen.

##### Strafrecht
Der Bundesgerichtshof hatte 1979 entschieden, dass der Besitz, Kauf und Verkauf antiquarischer Exemplare des Buches in Deutschland nicht nach § 86 StGB (Verbreiten von Propagandamitteln verfassungswidriger Organisationen) strafbar sind. Das Buch ist älter als die Bundesrepublik und kann sich daher als „vorkonstitutionelle“ Schrift nicht gegen ihre Verfassungs- und Rechtsordnung richten. Auch ein Angebot antiquarischer Exemplare zum Kauf ist nicht nach § 86a StGB (Verwenden von Kennzeichen verfassungswidriger Organisationen) strafbar, selbst wenn – wie auf einigen Auflagen – auf dem Einband ein Hakenkreuz abgebildet ist. Denn das Buch dient „heute in erster Linie als Mittel der Unterrichtung über Wesen und Programm des Nationalsozialismus“, so dass der Band in seinem ursprünglichen Erscheinungsbild angeboten werden darf; die Darstellung des Symbols unterliegt diesbezüglich der so genannten Sozialadäquanzklausel des § 86 Abs. 3 in Verbindung mit § 86a Abs. 3 StGB.
Das bayerische Finanzministerium vertritt seit Erlöschen des Urheberrechts die Auffassung, dass ein Nachdruck weiterhin als Verbreitung verfassungsfeindlicher Propaganda sowie als Volksverhetzung strafbar sei. Anderen juristischen Meinungen zufolge, so etwa der des Jura-Professors Christian Bickenbach in einem Interview für die Bundeszentrale für politische Bildung geäußerten, ist der Tatbestand der Verbreitung verfassungsfeindlicher Propaganda unter Verweis auf das oben genannte Urteil des Bundesgerichtshofs über antiquarische Exemplare nach derzeitiger Rechtslage nicht gegeben, sofern keine problematischen Ergänzungen erfolgen. Je nach Intention einer Verbreitung von Mein Kampf könnte diese jedoch als Volksverhetzung (§ 130 StGB) gelten oder auch nicht. Als Beispiel wird die Verbreitung durch ein Neonazi-Versandhaus im Gegensatz zur Verbreitung zum Zwecke staatsbürgerlicher Aufklärung oder durch Wissenschaftler, Künstler und Journalisten genannt.
Das Amtsgericht Forchheim hat einen ungekürzten und unveränderten Nachdruck von Mein Kampf mit einem Urteil von 2016 nach § 130 als Volksverhetzung eingestuft. Im Februar 2018 wurde dieser Nachdruck mit Verweis auf das Gerichtsurteil in Liste B (Öffentliche Liste der Trägermedien mit absolutem Verbreitungsverbot) der Liste der jugendgefährdenden Medien aufgenommen.
Gleichzeitig ist die Veröffentlichung nicht grundsätzlich strafbar, sondern nur abhängig von der Absicht bei der Verbreitung. Die kommentierte Neuausgabe von 2016 (siehe unten) etwa wurde zwar anfangs kritisiert, aber nie strafrechtlich verfolgt.

##### Arbeitsrecht
2017 wurde ein Angestellter des Bezirksamtes Berlin-Reinickendorf entlassen, weil er im Pausenraum die Originalausgabe von Mein Kampf mit Hakenkreuz auf dem Einband gelesen hatte. Das Arbeitsgericht Berlin verneinte die Voraussetzungen einer fristlosen Kündigung, nahm aber das Eingreifen einer ordentlichen Kündigung auch ohne vorhergehende Abmahnung an. Der Kläger habe das Buch erst 20 Minuten nach der Aufforderung des Schichtleiters, es wegzulegen, wieder eingesteckt. Das Landesarbeitsgericht Berlin-Brandenburg wies die Berufung zurück. Eine Revision gegen das Urteil ließ es nicht zu.

#### Verbreitung außerhalb Deutschlands
1963 übersetzte der Libanese Louis al-Hajj (لويس الْحاج), der später Chefredakteur der Beiruter Zeitung An-Nahar (النَّهار) wurde, Teile von Mein Kampf aus dem Französischen ins Arabische. Seine Version ist bis heute die am weitesten verbreitete Ausgabe in den arabischen Ländern. Dort ist Mein Kampf bis heute (Stand April 2013) „ein Longseller, in Kairos Buchläden oder bei den Straßenhändlern liegt es neben Nasser-Biografien, religiösen Unterweisungen, den neuesten Betrachtungen zum Sturz Mubaraks oder den Protokollen der Weisen von Zion.“
Manche Organisationen, die sich als Nachfolger der NSDAP verstanden – wie etwa die NSDAP-Aufbauorganisation –, fertigten ab den 1970er Jahren preiswerte Nachdrucke für ihre Propagandazwecke. Der Verlag Houghton Mifflin verkaufte allein im Jahr 1979 mehr als 15.000 Stück.
Um die Jahrtausendwende verkaufte sich Mein Kampf etwa in Kroatien und nach Aufhebung des de facto-Verbots 1992 in Russland gut. In Indien legte zuerst der Verlag Jaico das Buch 2003 neu auf. Er verkaufte bis zu 15.000 Exemplare jährlich, daneben vertreiben sechs weitere Verlage das Buch in Indien. Nach Einschätzungen von Buchhändlern lesen es vor allem Wirtschaftsstudenten als Management-Guide, doch auch Mitglieder neofaschistischer Organisationen und rechtsnationalistischer Parteien wie etwa der Bharatiya Janata Party werden als Leserkreise eingeschätzt. In den vergangenen Jahren soll der Verkauf deutlich zugenommen haben, beispielsweise von 40–50 Exemplaren jährlich bis 2008 in einer Mumbaier Buchhandlung auf mehrere hundert Exemplare 2010.
2004 wurde ein tschechischer Verleger in Prag zu drei Jahren Haft auf Bewährung verurteilt, da er das Buch ohne wissenschaftliche Begleitung herausgab und er sich damit nach Ansicht des Gerichts „verfassungsfeindlicher Propaganda“ schuldig gemacht habe. Der Verleger gab vor Gericht an, er habe „nur ein historisches Dokument veröffentlicht“. Von dem Buch waren rund 90.000 Exemplare verkauft worden.
Kavgam, die türkische Übersetzung von Mein Kampf, wurde Ende 2004 fast gleichzeitig von 15 türkischen Verlagen auf den Markt gebracht, die sich gegenseitig in den Verkaufspreisen unterboten. Man schätzt die Verkaufszahlen auf über 100.000 Exemplare. Anfang 2005 stand das Buch auf Rang 4 der Bestsellerliste der größten türkischen Buchhandelskette D&R, im März 2007 auf Rang 3. Im August 2007 ließ der Freistaat Bayern das Buch von türkischen Gerichten verbieten. Der zunehmende Verkaufserfolg des Buches, das in der Türkei bereits seit vielen Jahren „in praktisch jeder Buchhandlung“ erhältlich war, wurde mit dem Antisemitismus der türkischen Rechten, mit der Popularität von Verschwörungsliteratur in der Türkei und mit der aufgekommenen Behauptung, dass „es ‚irgendeine Blutsverbindung‘ zwischen Kurden und Juden gebe“, in Verbindung gebracht.
2005 klagte der Freistaat Bayern gegen die polnischsprachige Ausgabe. Nachdruck und Verbreitung wurden daraufhin in Polen verboten. 2012 erwirkte die Bayerische Staatsregierung vor dem Landgericht München I eine einstweilige Verfügung wegen Urheberrechtsverletzung gegen ein Verlagsunternehmen mit Sitz in Großbritannien; das OLG München bestätigte dieses Urteil (29 U 1204/12).
2005 wurde in Aserbaidschan ein Strafverfahren gegen den Verleger der aserbaidschanischen Ausgabe des Buches eingestellt, da es in Aserbaidschan kein Gesetz gibt, das den Druck des Hitler-Buches verbietet.
Am 11. Juni 2016 veröffentlichte die italienische Tageszeitung Il Giornale zum erhöhten Preis eine Ausgabe mit dem Buch Aufstieg und Fall des Dritten Reiches des US-Journalisten William L. Shirer und einem Nachdruck der 1939 erschienenen italienischen Ausgabe von Mein Kampf von 1938. Der amtierende Ministerpräsident Matteo Renzi und die jüdische Gemeinschaft reagierten daraufhin empört.
Im Internet ist Mein Kampf inzwischen in mehreren Sprachversionen vertreten. Der spanische iTunes Store bot ab November 2009 eine Übersetzung unter dem Titel Mi Lucha zum Verkauf an. Die Ausgabe war mit einem Hakenkreuz als Coverbild und mit einer Altersfreigabe ab neun Jahren versehen. E-Book-Versionen der Schrift wurden auch im Google Play Store entdeckt, sollten nach Aussage eines Google-Sprechers aber herausgefiltert werden. In weiteren iTunes Stores war Mein Kampf auch als Hörbuch erhältlich.

#### Kommentierte Neuausgaben

##### 2016 – Institut für Zeitgeschichte (Hartmann et al.)
Anfang 2016 stellte das Münchener Institut für Zeitgeschichte (IfZ) seine in drei Jahren erarbeitete kommentierte Ausgabe vor. Dies fand große internationale Beachtung. Die beiden Bände wiegen zusammen fünf Kilogramm und enthalten rund 3.500 Anmerkungen. Die kommentierte Fassung erschien am 8. Januar 2016 mit einer Erstauflage von 4.000 Stück. Die Erstauflage war sofort vergriffen, bis zum Erscheinungstag lagen 15.000 Vorbestellungen vor. Innerhalb des ersten Jahres wurden mehr als 85.000 Exemplare (90.000 / Stand: Juni 2017) verkauft und eine siebte Auflage erschien Anfang Dezember 2017 (1. Aufl.: 4.000 / 2. Aufl.: 10.000 / 3. Aufl.: 22.000 / 4. Aufl.: 30.000 / 5. Aufl.: 30.000). Ab Mitte Januar 2018 war die kommentierte Neuausgabe auf der wöchentlich erscheinenden Spiegel-Bestsellerliste „Sachbücher“ zu finden und schaffte es hierbei schon vierzehnmal unter die Top-10 (davon 2× auf den 1. Platz). Bereits im Dezember 2015 hatte sich Bundesbildungsministerin Johanna Wanka (CDU) dafür ausgesprochen, die kommentierte Ausgabe nach ihrem Erscheinen an Schulen im Geschichtsunterricht einzusetzen.
Der Publikation waren langjährige Diskussionen vorausgegangen. So äußerte 2007 der damalige Direktor des IfZ Horst Möller seine Anforderungen an eine historisch-kritische Ausgabe:

„Sie muss durch einen Fachmann mit Erläuterungen etwa zur Entstehungs- und Wirkungsgeschichte sowie zur Instrumentalisierung als politische Kampfschrift während der Weimarer Republik und der NS-Diktatur eingeleitet werden. Sie muss, was komplizierter ist, mit dem systematischen Nachweis verbunden sein, welche unterschiedlichen Textvarianten es gibt, angefangen mit einem Hinweis auf die unterschiedlichen und inhaltlich abweichenden Auflagen und Ausstattungen. Und man müsste klären, woher einzelne der Gedanken und Ausführungen Hitlers ursprünglich stammen: Sind das zum Beispiel eigene Ideologeme, sind das Vulgarisierungen anderer Texte, Lesefrüchte, durchdachte Argumente oder rasche Übernahmen aus persönlichen Unterhaltungen?“

Das IfZ erkannte den Anspruch des Bayerischen Staatsministeriums für Finanzen an, die Veröffentlichungsrechte für das Buch zu besitzen, und versuchte jahrelang, dort eine Veröffentlichungsgenehmigung zu erwirken, was immer wieder für öffentliche Diskussionen sorgte. Unterstützung erhielt das IfZ in dieser Angelegenheit unter anderem vom Hitler-Biographen Ian Kershaw, vom Sozialhistoriker Hans-Ulrich Wehler und vom Generalsekretär des Zentralrates der Juden in Deutschland Stephan J. Kramer.
Im Juli 2009 kündigte das IfZ an, auch ohne Genehmigung mit „den vorbereitenden Arbeiten“ für eine wissenschaftliche Edition zu beginnen. Der nötige Aufwand wurde auf etwa fünf Jahre Arbeit für einen Experten geschätzt. Das IfZ war bestrebt, eine seriöse Ausgabe zu produzieren, bevor „ohnehin jeder ‚Mein Kampf‘ nachdrucken“ und „mit entsprechender Sensationsmache verkaufen“ könne. So versuche man, „einer künftigen, bloß kommerziellen Nutzung das Wasser abzugraben“. Im April 2012 wurde bekannt, dass die bayerische Staatsregierung das IfZ nun bei einer kommentierten Ausgabe unterstützen und zudem mit einer „Schulausgabe“ betrauen wolle. Projektleiter der mit 500.000 Euro geförderten wissenschaftlichen Edition war der IfZ-Historiker Christian Hartmann. Im Dezember 2013 kündigte die bayerische Landesregierung unter Horst Seehofer an, die Förderung des Projekts zu beenden. Veröffentlichungen nach Ablauf der Schutzfrist werde man mit einer Strafanzeige wegen Volksverhetzung begegnen, so die Bayerische Staatskanzlei. Im Juni 2014 ließen es die Mitglieder der Justizministerkonferenz der Länder offen, ob man eine kommentierte Ausgabe verbieten werde.
Der Doppelband kostete in Deutschland bis 2022 59 Euro und in Österreich 60,70 Euro. Danach erhöhte das IfZ den Preis auf 79 Euro. Im April 2016 stand die Edition auf Platz eins der SPIEGEL-Sachbuch-Bestsellerliste. Mitte August 2016 berichtete ORF.at, dass Buchhändler in Österreich den Verkauf nur zögerlich aufnahmen. „Morawa entschied sich nach Absprache mit dem Dokumentationsarchiv des österreichischen Widerstandes (DÖW) dazu, das Buch zwar zu verkaufen, aber nicht in den Auslagen zu bewerben, und kündigte außerdem an, den Verkaufserlös an das DÖW zu spenden“. Morawa verkaufte „nicht wenige“, Thalia spendete 6.300 Euro dem DÖW. Amazon „spendet den Erlös an eine gemeinnützige Organisation“, ohne zu erklären, an welche. Das IfZ schätzte im August 2016, dass in Österreich etwa 10 %, also 8000 von bisher 80.000 Exemplaren, verkauft worden sind.
Seit Juli 2022 ist Hitler, Mein Kampf. Eine kritische Edition des Instituts für Zeitgeschichte auch online und kostenlos verfügbar und entspricht der 13. Auflage der Printausgabe von 2022.
Götz Aly kritisierte 2016 in einer Rezension, die kritische Edition könne „allenfalls Fachleuten lexikalische Dienste leisten“. Sie umzingele „den Text mit Kommentaren, so als gelte es, einen Cordon sanitaire zu errichten“, ohne sich die Frage zu stellen und darzulegen, „warum just die moralisch und geistig nicht schlechter ausgestatteten Vorfahren der meisten heutigen Deutschen Hitler so gerne“ gefolgt seien.

##### 2016 – „Il Giornale“ (Perfetti)
Die italienische Tageszeitung Il Giornale legte ihrer Ausgabe vom 11. Juni 2016 eine von Francesco Perfetti kommentierte Ausgabe von Mein Kampf bei. Diese sollte Auftakt einer angekündigten achtbändigen Reihe von Büchern zum Thema Nationalsozialismus sein.

##### 2021 – Bellona (Król)
Im Januar 2021 erschien eine polnische Neuausgabe von Mein Kampf, übersetzt und kommentiert vom Historiker Eugeniusz Cezary Król.

#### Künstlerische Verarbeitungen
In seinem gleichnamigen zweistündigen Dokumentarfilm (Mein Kampf, Schweden 1959) setzte sich der deutsch-schwedische Regisseur und Publizist Erwin Leiser mit der Diktatur des Nationalsozialismus zwischen 1933 und 1945 einschließlich ihrer Vorgeschichte ab dem Ersten Weltkrieg auseinander. Der Film gilt bis in die Gegenwart als ein bahnbrechender Klassiker der filmischen Dokumentationen über den Nationalsozialismus. Trotz identischen Titels ist er jedoch nicht als „Verfilmung“ von Hitlers Buch zu verstehen. Aber in der bewusst provokativ nahegelegten Assoziation dazu zeigt der Film Leisers auf eindrückliche Weise die historischen Konsequenzen von Hitlers autobiographischem Programmentwurf – im Grunde dessen Essenz und „Fortsetzung“ – auf: den Weg zu einem in Trümmern liegenden Europa mit weltweit etwa 60 Millionen Toten im Zweiten Weltkrieg, einschließlich des beispiellosen industrialisierten Völkermords an den europäischen Juden und anderen Bevölkerungsgruppen durch den Holocaust. Der Film wurde und wird auch oft in Schulen im Rahmen des Geschichtsunterrichts zum Thema gezeigt.
Auch in der Folgezeit war Mein Kampf Gegenstand verschiedener künstlerischer Verarbeitungen:
- 1968 erschien das Buch Adolf Hitlers Mein Kampf. Gezeichnete Erinnerungen an eine große Zeit des Karikaturisten Kurt Halbritter.
- 1973 las der Kabarettist Helmut Qualtinger öffentlich aus dem Buch vor (diese Lesungen sind auch als CD erhältlich).
- 1987 hatte das Theaterstück Mein Kampf von George Tabori im Burgtheater Wien Uraufführung, welches sich mit der Zeit Adolf Hitlers in Wien vor dem Ersten Weltkrieg befasst. Taboris Stück wurde im Jahr 2009 unter demselben Titel von Urs Odermatt verfilmt.
- 1996 begann der deutsch-türkische Künstler Serdar Somuncu mit einer Tournee mit auszugsweiser öffentlicher Lesung aus Mein Kampf unter antirassistischen Vorzeichen. Mit diesem Programm Nachlass eines Massenmörders absolvierte er über 1.500 Auftritte vor mehr als 250.000 Zuschauern.
- 1997 erschien der Roman Mein Kamm des Satirikers Ephraim Kishon, in dem dieser sich mit Massenbewegungen, insbesondere dem Nationalsozialismus auseinandersetzt.
- 2008 veröffentlichte der japanische Verlag East Press als Teil seiner Edition Manga de Dokuha einen Manga zu Mein Kampf, der sich in weniger als einem Jahr über 45.000-mal verkaufte.[128]
- 2009 wurde eine historisch-kritische Neuausgabe diskutiert und etwa verlangt, jeden Satz und Begriff Hitlers zu kommentieren und auf seine Ursprünge zurückzuführen. Die Satirezeitschrift Titanic ironisierte die Forderung mit einer Grafik, in der hinter alle paar Wörter eine gleichlautende Anmerkung („Quatsch“) als Fußnote gesetzt war.[129]
- 2015 wurde beim Kunstfest Weimar das Theaterprojekt Adolf Hitler: Mein Kampf, Band 1 & 2 der Gruppe Rimini Protokoll uraufgeführt. Es ist 2015/16 im Repertoire der u. a. koproduzierenden Häuser Münchner Kammerspiele und Nationaltheater Mannheim, wurde außerdem u. a. beim Steirischen Herbst in Graz sowie in Berlin, Zürich, Dresden, Leipzig und Athen gezeigt.

## Weitere Schriften von Adolf Hitler
- Der Weg zum Wiederaufstieg (Hitlers Broschüre für Deutschlands führende Industrielle vom Sommer 1927)
- Hitlers zweites Buch (Hitlers zweites Buch von 1928, zu Lebzeiten nicht veröffentlicht)

## Rundfunkberichte
- Gabi Wuttke: Historiker Plöckinger: Hitlers „Mein Kampf“ hatte viele Leser (Interview zur Rezeption von „Mein Kampf“), Deutschlandradio Kultur vom 15. Juli 2006
- Henry Bernhard, Michael Watzke: Hitlers „Mein Kampf“ – Die Sache mit der Neuauflage, Deutschlandfunk – „Hintergrund“ vom 3. September 2015

## Fernsehsendungen
- Mein Kampf – Geschichte einer Hetzschrift – Eine Dokumentation von Antoine Vitkine (Dokumentation, Frankreich 2008, 56 Min.)
- Bericht zu neu aufgetauchten, angeblichen Konzeptpapieren vom Herbst 2007 (Memento vom 5. Januar 2013 im Webarchiv archive.today), Kulturzeit
- Hitlers „Mein Kampf“, Planet Wissen, WDR, 30. November 2017. 58:45 Minuten